# Robert Zwinkels
Robert Zwinkels (Kwintsheul, 4 maggio 1983) è un ex calciatore olandese, di ruolo portiere.